# Villechétive
Villechétive es una comuna francesa situada en el departamento de Yonne, en la región de Borgoña-Franco Condado.

## Demografía
| 174 | 157 | 136 | 141 | 132 | 149 | 261 |
| Para los censos de 1962 a 1999 la población legal corresponde a la población sin duplicidades (Fuente: INSEE [Consultar]) |     |     |     |     |     |     |